# Manfred Merkel (Fußballspieler)
Manfred Merkel (* 5. September 1945) war Fußballspieler in der DDR. Für den SC Aufbau Magdeburg spielte er kurzzeitig in der DDR-Oberliga, der höchsten ostdeutschen Fußballklasse. Er ist vierfacher Junioren-Nationalspieler.
Merkel begann 1954 in der Schülermannschaft der SG Dynamo Magdeburg Fußball zu spielen. 1963 kam er als Juniorenspieler zum Sportzentrum des DDR-Bezirkes Magdeburg, dem SC Aufbau Magdeburg. Am 6. Oktober 1963 erhielt er seine erste Berufung zu einem Länderspiel mit der DDR-Junioren-Nationalmannschaft. Beim 4:1-Sieg über die Junioren von Rumänien in Greifswald spielte er als Rechtsaußenstürmer, zusammen mit seinem Mannschaftskameraden Wolfgang Seguin und den späteren Nationalspielern Jürgen Croy und Harald Irmscher. In den folgenden drei Juniorenländerspielen wurde Merkel ebenfalls eingesetzt. 
Am 19. Januar 1964 stand Merkel mit 18 Jahren zum ersten Mal für die Oberliga-Mannschaft des SC Aufbau auf dem Rasen. Im Punktspiel beim SC Chemie Halle (1:2-Niederlage) wurde er als Linksaußenstürmer eingesetzt. Bis zum Ende der Saison 1963/64 bestritt Merkel noch zwei weitere Oberligaspiele. In der folgenden Spielzeit kam er nur noch zweimal am 4. und am 6. Punktspieltag in der Oberliga zum Einsatz. Zu Beginn der Saison 1965/66 wechselte Merkel zum Oberligaaufsteiger SC Chemie Halle, bestritt dort aber kein Punktspiel mit der 1. Mannschaft. Im Dezember 1965 wurde Merkel aus disziplinarischen Gründen aus dem Hallenser Club ausgeschlossen. Er wurde umgehend zum Militärdienst eingezogen, den er bei der Armeesportgemeinschaft Vorwärts Potsdam in der drittklassigen Bezirksliga ableisten musste. Danach kehrte er nicht mehr in den höherklassigen Fußball zurück. 